# Mário Castelhano
Mário Castelhano (1896-1940) est une des figures de proue du mouvement anarchiste portugais et un dirigeant anarcho-syndicaliste important de la Confederação Geral do Trabalho, travailleur des chemins de fer et contributeur notoire à la presse libertaire des années 1920 et 1930.

## Biographie

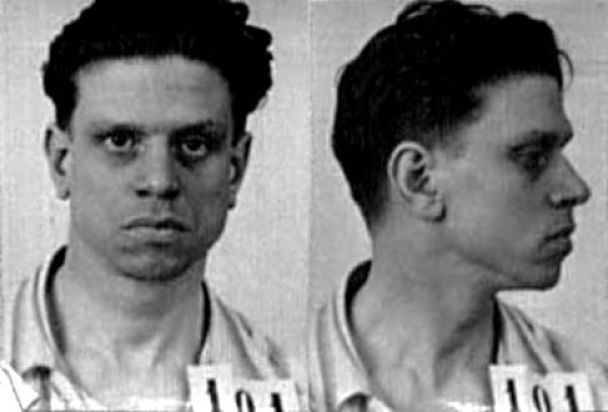
Photo d'identité judiciaire (non datée).

À l'âge de 14 ans, il commence à travailler à la Companhia Portuguesa dos Railways, où il participe à la grève de 1911 et est impliqué dans l'organisation des grèves de 1918 et 1920, ce qui a conduit à son licenciement.
Il est le rédacteur en chef des journaux The Railway Federation et The Battle, liés au syndicalisme.
En 1926, il est nommé délégué au Conseil fédéral de la CGT et directeur du quotidien de la Confédération, A Batalha (pt) jusqu’à son interdiction et la destruction de ses machines par la police en mai 1927. 
Arrêté en juin 1927, il échappe à la déportation. Libéré, il est à nouveau arrêté en octobre. Emmené au siège de la police politique, il est déporté le 15 novembre en Angola à Vila Nova de Seles (Novo Redondo).
En septembre 1930, à la suite d'une tentative d’insurrection en Angola, il est transféré au Cap Vert. C’est là, à Funchal, qu’il participe, le 6 avril 1931, à la révolte de militaires et prisonniers contre la dictature (revolta de Madeira).
Après l’échec du mouvement, il rejoint clandestinement Lisbonne pour y poursuivre la lutte clandestine sous le nom de Mario Santos. A cette même époque il écrit plusieurs ouvrages dont ses souvenirs de déportation qui ne seront publiés qu’après la révolution des Œillets et la chute de la dictature en avril 1974.
Il est décoré, à titre posthume, du grade de grand officier de l'ordre de la Liberté, le 30 juin 1980.

## Publication
- En 1975, son livre Quatro Anos de Deportação est édité à Lisbonne par la revue Seara Nova (pt).